# Point haut
Le point haut (·), aussi appelé ano teleia (en grec : άνω τελεία, áno teleía), est un signe de ponctuation utilisé avec l’alphabet copte et l’alphabet grec, notamment depuis l’Antiquité. Il indique une pause et est équivalent au point-virgule ou, anciennement, au point final.

## Utilisation
Dans l’écriture gréco-latine de l’Antiquité, le point haut indique une « ponctuation forte », notant une pause finale, après un énoncé complet. Celui-ci est nommé τελεία στιγμὴ, teleia stigmé, ou περίοδος, períodos, en grec, periodus en latin.
Cet usage est notamment décrit dans le traité grammatical attribué à Denys le Thrace qui utilise le point bas (au pied de lettre) pour la pause faible, le point médian (à mi-hauteur de lettre) pour la pause moyenne et le point haut (à hauteur de lettre) pour la pause forte. Les premiers à utiliser cette ponctuation, ainsi que l’espace entre les mots, sont Aristarque et Aristophane,.

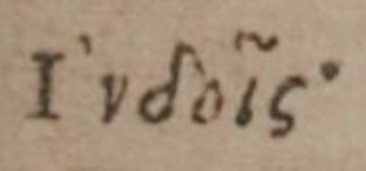
Le point haut dans une édition de Vies, doctrines et sentences des philosophes illustres de Diogène Laërce publiée par Henri Estienne en 1593.
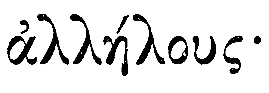
Le point haut dans le spécimen de caractères typographiques de Firmin Didot frères de 1831.

En grec moderne, le point haut, appelé άνω τελεία, áno teleía, indique une pause moyenne et est équivalent au point-virgule. Il est notamment utilisé pour séparés les références utilisées dans une texte, par exemple : Fleischer, 1998, 34· Kambas/Mitsou, 2015, 58· Ξηροπαΐδης, 2010, 250.

## Représentation informatique
Le point haut peut être représenté dans Unicode par le caractère ‹ · › U+0387 ano teleia grec (Greek ano teleia en anglais) mais celui-ci est normalisé avec le caractère du point médian, ‹ · › U+00B7 point médian (middle dot).
Il est distinct du point médian (à mi-hauteur de lettre) et du point bas représentés respectivement par les caractères  ‹ ⸳ › U+2E33 point élevé (raised dot) et ‹ . › U+002E point (full stop).